# Ibio (banda)
Ibio es un grupo de rock progresivo procedente de Cantabria, en España.

## Historia
Ibio se crea a finales de la década de los 70 dentro de lo que se conoció como rock progresivo con raíces. En 1978 grabó un LP titulado Cuevas de Altamira, primer y único disco, que les valió un gran reconocimiento y fue editado incluso en Japón. Realizó multitud de conciertos por España especialmente en el circuito universitario. 
Desde sus inicios compusieron una música influenciada por la tierra y la época en que vivieron lo que les hizo un referente en las corrientes musicales de la época. La influencia de la tradición cántabra en su música hace que sean considerados como los iniciadores del posterior movimiento folk de recuperación musical en Cantabria.
Tras la reedición de su primer trabajo en la primera década de los años 2000, han retomado el proyecto con una nueva formación, y publican en 2006 un segundo disco: El Regreso, grabado con sonido digital DTS surround 5.1.

## Componentes
- Ito Luna - Batería
- Mario Gómez Calderón - Composición, teclados y programación
- Lily Alegría - Bajo y voz
- Adolfo Díaz Calderón - Guitarras

El guitarrista fundador y que grabó el disco LP Cuevas de Altamira fue:
- Dioni Sobrado - Guitarras

## Discografía

### Álbumes
- Cuevas de Altamira (1978)
- El Regreso (2006)

## El Regreso (momentos, lugares, historias...)
Aunque el espíritu de Ibio nunca abandonó a sus componentes, si hubo una desaparición física de los escenarios que supuso, al mismo tiempo, la no llegada de nuevo material a las estanterías de las discotecas. De ahí que este trabajo se pueda considerar como su regreso al mundo activo de nuevo.
Este regreso es para hablar, como en épocas anteriores, de momentos, lugares e historias de Cantabria. 
1. El Regreso. Tema que da título a este trabajo y hace referencia al retorno de Ibio. Debe su existencia a "Berta", cánido de rubio pelaje que acompañó al autor y compartió emociones por multitud de insólitos parajes de esta tierra. Fue ella quién, en sus correrías por este mundo que ya dejó, inspiró estas notas. Hoy, tristemente, no podrá estar aquí para mordisquear este trabajo. Su recuerdo sí. Gracias "Berta", te lo dedico.
2. En El Monte. Cuenta cómo unos amigos perdidos en un denso y oscuro bosque, impresionados por el momento y la situación se sienten, al menor ruidillo o sombra fugaz, acechados por antiguos cántabros desde la espesura.
3. Los Concanos. Es una antigua tribu cántabra, citada por los romanos Horacio y Silio Itálico, de la que cuentan cómo gustaban de beber sangre de caballo en la noches de plenilunio.
4. A Dos Mil Años. Describe, de una forma poética y dramática, momentos trascendentales de la lucha de cántabros contra romanos. Los cántabros pudieron sobrevivir gracias al refugio proporcionado por la agreste orografía.
5. Estratagema. Dedicado a las artimañas empleadas por los cántabros en su lucha contra el invasor romano.
6. Bosque Encantado. Hace referencia a uno de los lugares que, por lo intrincado y siniestro de su paisaje, más ha excitado la imaginación de las gentes creyéndolos poblados por fantásticos seres.
7. Romería. Es un homenaje a las entrañables fiestas que, a lo largo y ancho de la geografía regional, celebra cada pueblo en el día de su santo patrono con juegos, gastronomía, cantos, bailes y músicas tradicionales.
8. Mar Cantábrico. Bravo mar amado y temido a la vez que ha supuesto, y supone, un importante medio de vida para los habitantes de esta región. Resaltar lo notable que debió ser Cantabria en la antigüedad por el hecho significativo de llevar el mismo nombre del mar.
9. De Altamira a Puente Viesgo. Es un recorrido, en un tren imaginario, de uno a otro santuario subterráneo para conocer las enigmáticas representaciones rupestres que contienen ambos.
10. Los Ventolines. Son unos bondadosos duendecillos marinos de la mitología popular. Con alas verdes de gran tamaño y ojos con las niñas verde-esmeralda sobre fondo blanco-plata como la espuma de las olas. Deambulan por el mar para ayudar a los pescadores más viejos soplando sobre las velas de sus barcas.
11. Cuevas de Altamira. Cantamos -también lo hicimos en el anterior trabajo- al mágico lugar. Referente principal de la región en todo el mundo. Ha sido denominado, por las magníficas y misteriosas imágenes que cubren sus paredes, "Capilla Sixtina del Arte Cuaternario", siendo, además, uno de los más antiguos vestigios artísticos del ser humano.